# Il gioco (Negrita)
Il gioco è una canzone del gruppo musicale italiano Negrita, pubblicato il 27 febbraio 2015 come singolo apripista del loro nono album di inediti, 9, pubblicato il 24 marzo seguente.

## Video musicale
Il video è stato girato nel febbraio 2015 principalmente a Novara, all'interno dei locali dell'ottecentesca Casa Bossi.

## Tracce
1. Il gioco – 3:42

## Classifiche
| Classifica (2015) | Posizione massima |
| ----------------- | ----------------- |
| Italia            | 50                |
| Italia (airplay)  | 1                 |